# Наталия Симеонова
Наталия Богданова Симеонова е българска телевизионна водеща и журналистка, ангажирана с множество социални каузи.

## Биография
Наталия Симеонова е родена на 10 февруари 1970 година в Плевен. През 1988 година кандидатства актьорско майсторство в НАТФИЗ, но отпада на последния кръг. По-късно завършва журналистика в СУ „Климент Охридски“. През 90-те години има връзка с рок певеца Стенли.  От 14 февруари 1999 година е женена за рок музиканта от Ахат, Денис Ризов. Двамата имат дъщеря, Виктория Даниел Ризов, певица във фолклорен хор „Нуша“, трио „Фида“ и рок групата "Mostly Harmless".

## Телевизионна кариера
Наталия Симеонова се появява за първи път като водеща в предаването на Българска национална телевизия „Формула 5“. През 1991 година става автор и водещ на музикалното предаване „Рококо“. Била е репортер и водещ на новини в Нова Телевизия, както и редактор на политическото предаване „Посоки“.
От 25 май 2002 година до януари 2012 г. е водеща на шоуто „Море от любов“, излъчвано по БТВ.  
През 2008 и 2009 година е лице на двата сезона на благотворителните предавания на БТВ в партньорство с УНИЦЕФ „Великолепната шесторка“. 
През ноември 2012 г. става водеща на социалното предаване „Предай нататък. Предаването се излъчва до 2015 година по БТВ.
В началото на 2023 година Наталия Симеонова обявява в предаването "120 минути на Светослав Иванов нов телевизионен проект, свързан с домашното насилие в България.

## Други проекти
През 2020 година Наталия Симеонова анонсира първото си участие като актриса в аудио книга в „Шоуто на Николаос Цитиридис“. Тя изпълнява ролята на певицата Тамика в аудио драматизацията на романа „Не казвай на мама“.